# Antoni Campos i Homedes
Antoni Campos i Homedes   (Tortosa, 10 d'abril de 1936 - Barcelona, 20 de maig de 2023) fou un futbolista català de les dècades de 1950 i 1960.
Jugava a la posició d'interior dret o davanter centre. Es formà al CD Tortosa, on arribà a ésser convocat per jugar amb la selecció universitària espanyola. L'any 1954, amb 18 anys, fitxà pel FC Barcelona per quatre temporades, però només disputà alguns partits amistosos, essent cedit al filial SD Espanya Industrial. El desembre de 1955 ingressà a la UE Sants on jugà durant tres temporades. El 1958 fitxà pel RCD Espanyol, club on romangué fins a 1962. A l'Espanyol no disposà de massa minuts, jugant només 11 partits de lliga i 5 de copa en els quals marcà 2 i 1 gol respectivament. Fou cedit dues temporades al Terrassa FC de Segona Divisió. El 1962 fitxà per la UE Lleida i la temporada següent pel Reus Deportiu. Retornà al Sants on penjà les botes definitivament.